# Bien culturel d'intérêt local (Catalogne)
Pour les articles homonymes, voir Bien d'intérêt culturel.
Un bien culturel d'intérêt local (BCIL) (en catalan Bé Cultural d'Interès Local et en espagnol Bien Cultural de Interés Local) ou plus simplement bien d'intérêt local (en catalan Bé d'Interès Local) constitue une protection légale des biens culturels, qu'ils soient meubles ou immeubles, dont les caractéristiques font qu'ils n'ont pas été classés en tant que Biens culturels d'intérêt national.
La déclaration en tant que bien culturel d'intérêt local est effectuée par les conseils municipaux pour les communes de plus de 5 000 habitants et par les conseils comarquaux pour les communes de moins de 5 000 habitants. Une fois les déclarations effectuées, le Departament de Cultura de la Généralité a l'obligation d'inscrire les biens concernés au Catalogue du patrimoine culturel catalan.

## Exemples

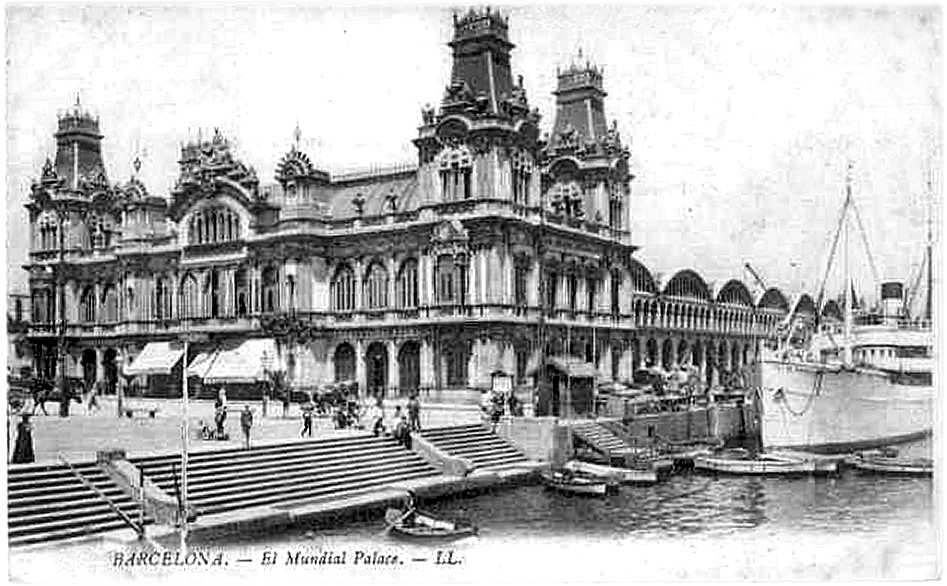
Le bâtiment de l'Autorité du Port de Barcelone, en 1917.
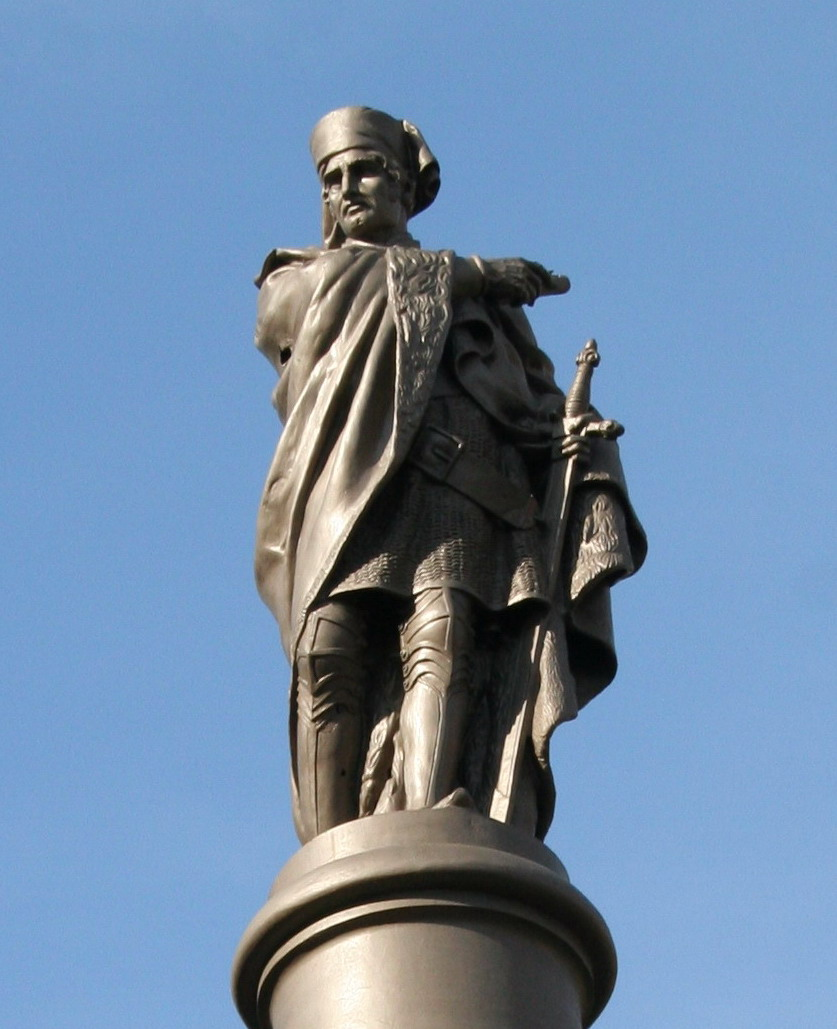
Le monument à Galceran Marquet, à Barcelone.
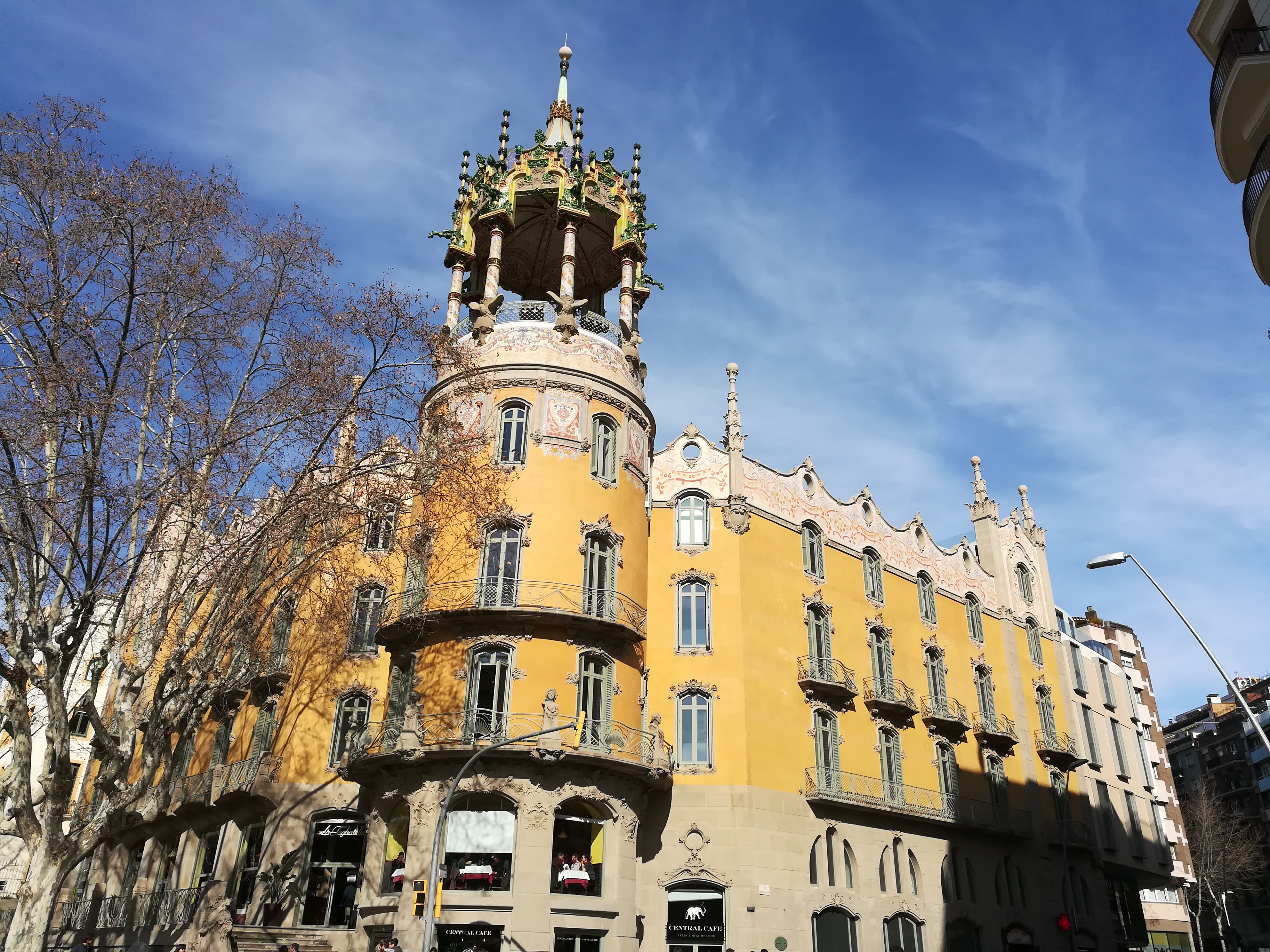
La Tour Andreu, à Barcelone.
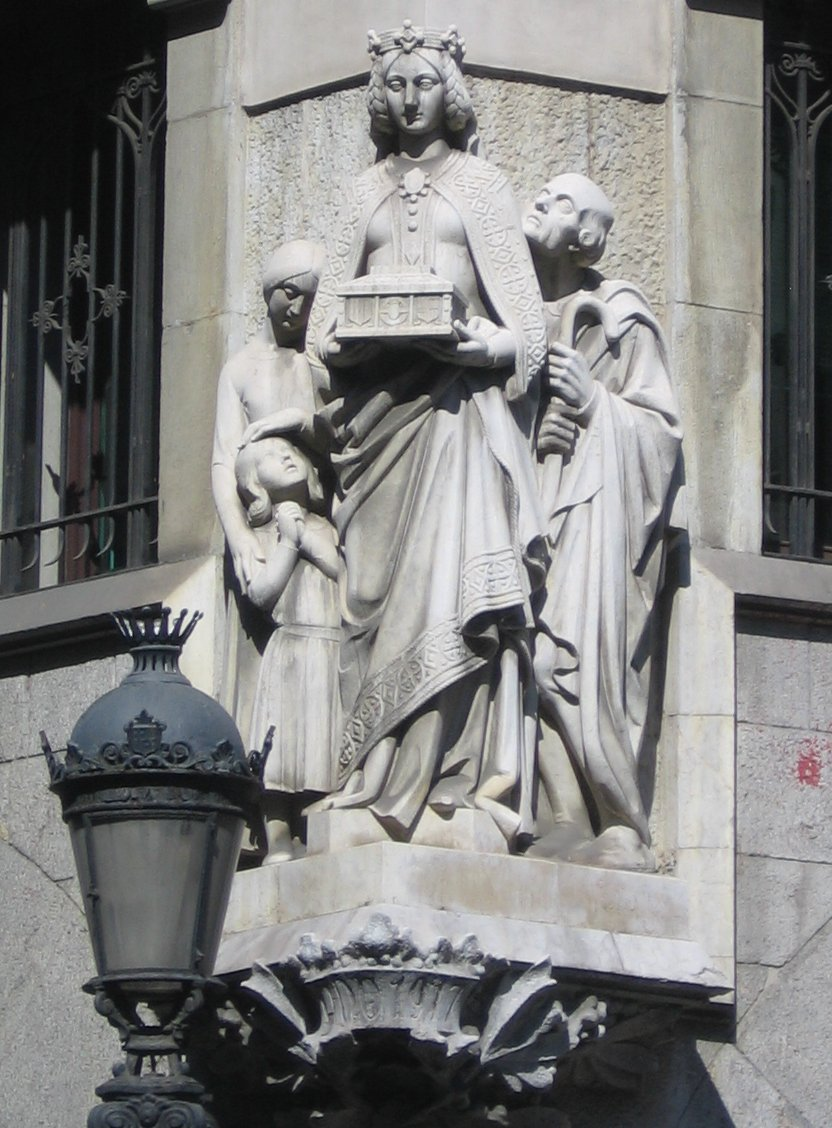
Sculpture sur le bâtiment de la Caisse de Pensions de Barcelone.
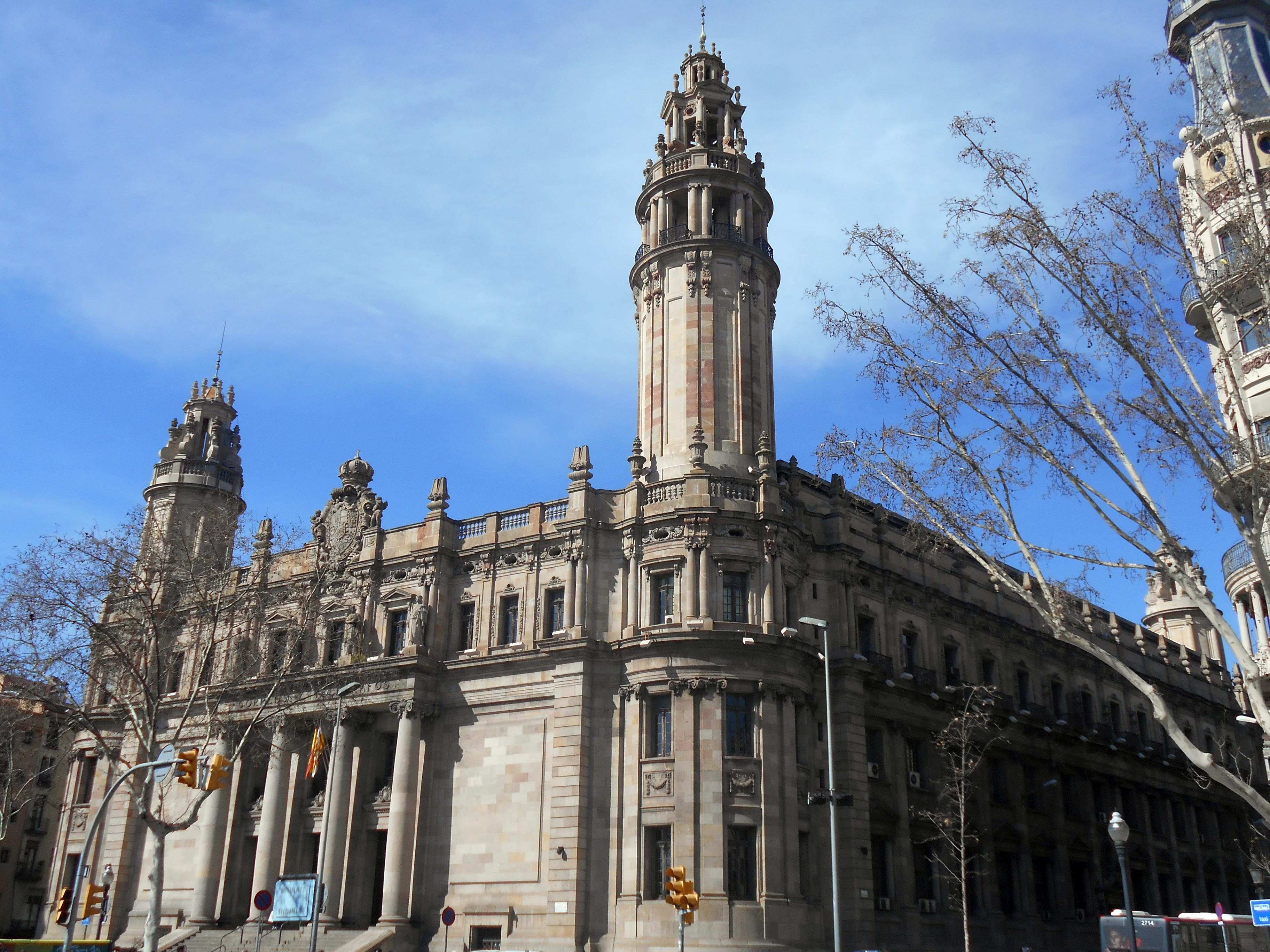
Bâtiment de la poste centrale, à Barcelone.
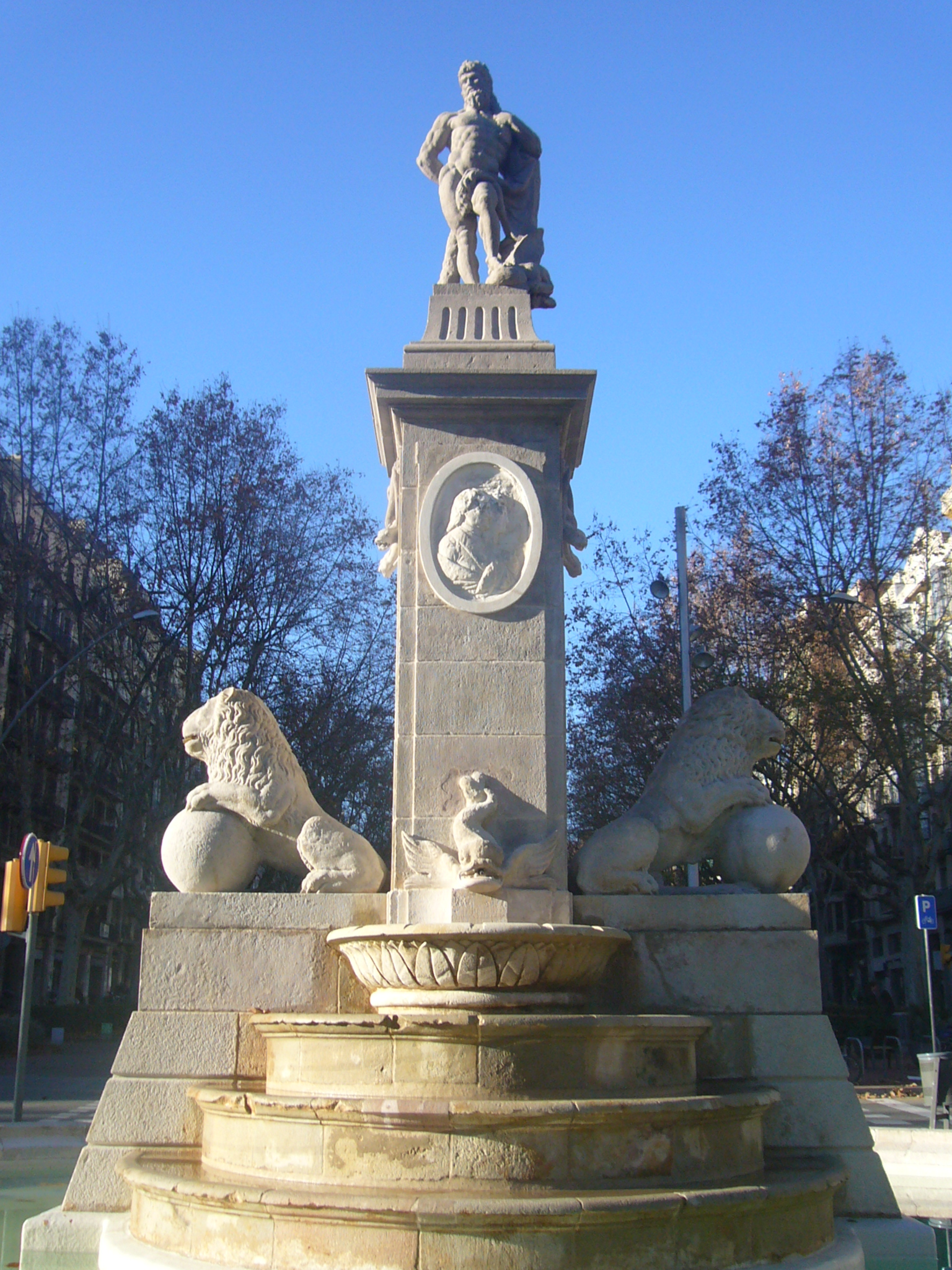
Fontaine d'Hercule, à Barcelone.
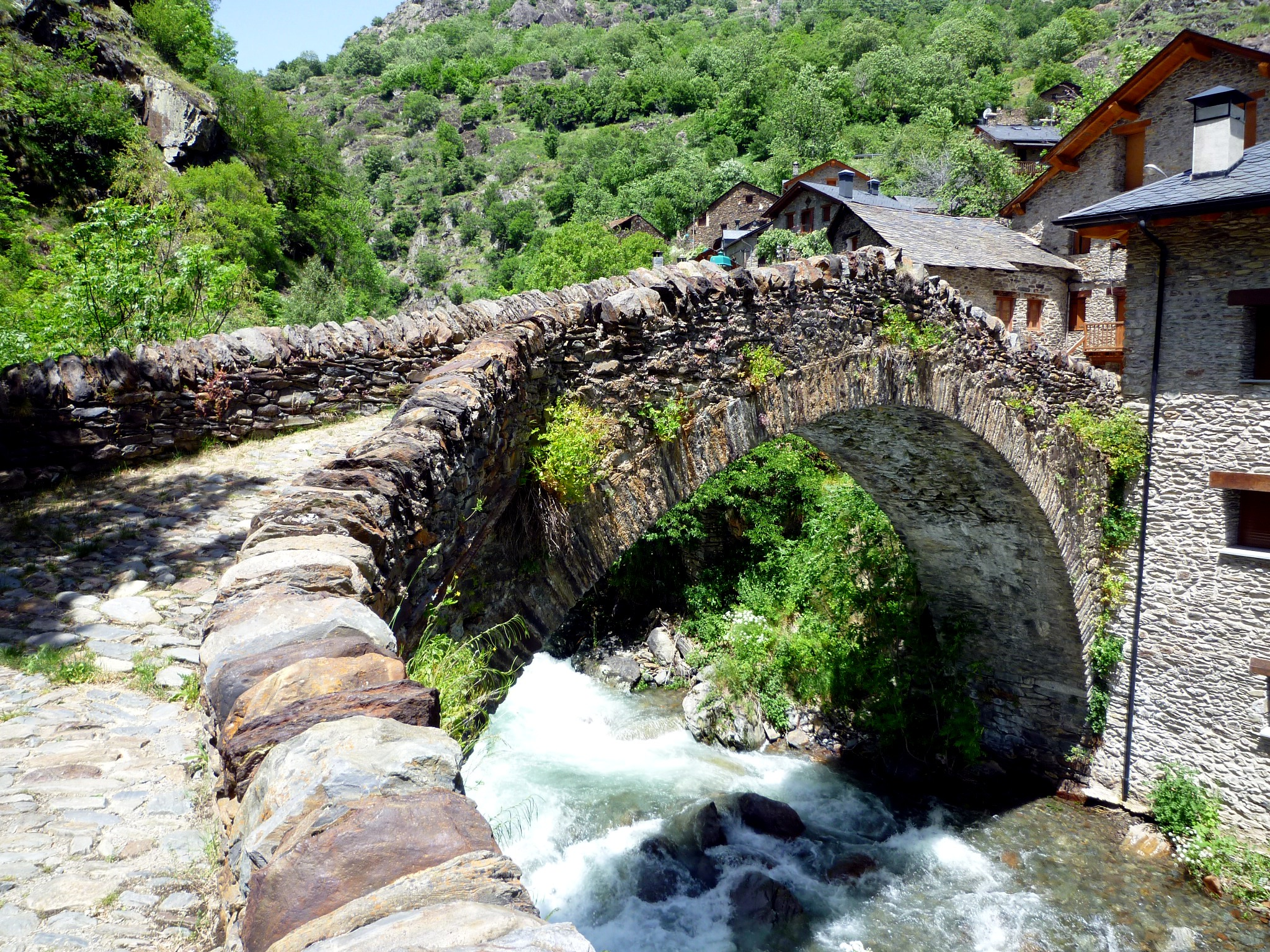
Le pont-vieux de Tavascan (Lladorre - Pallars Sobirà).
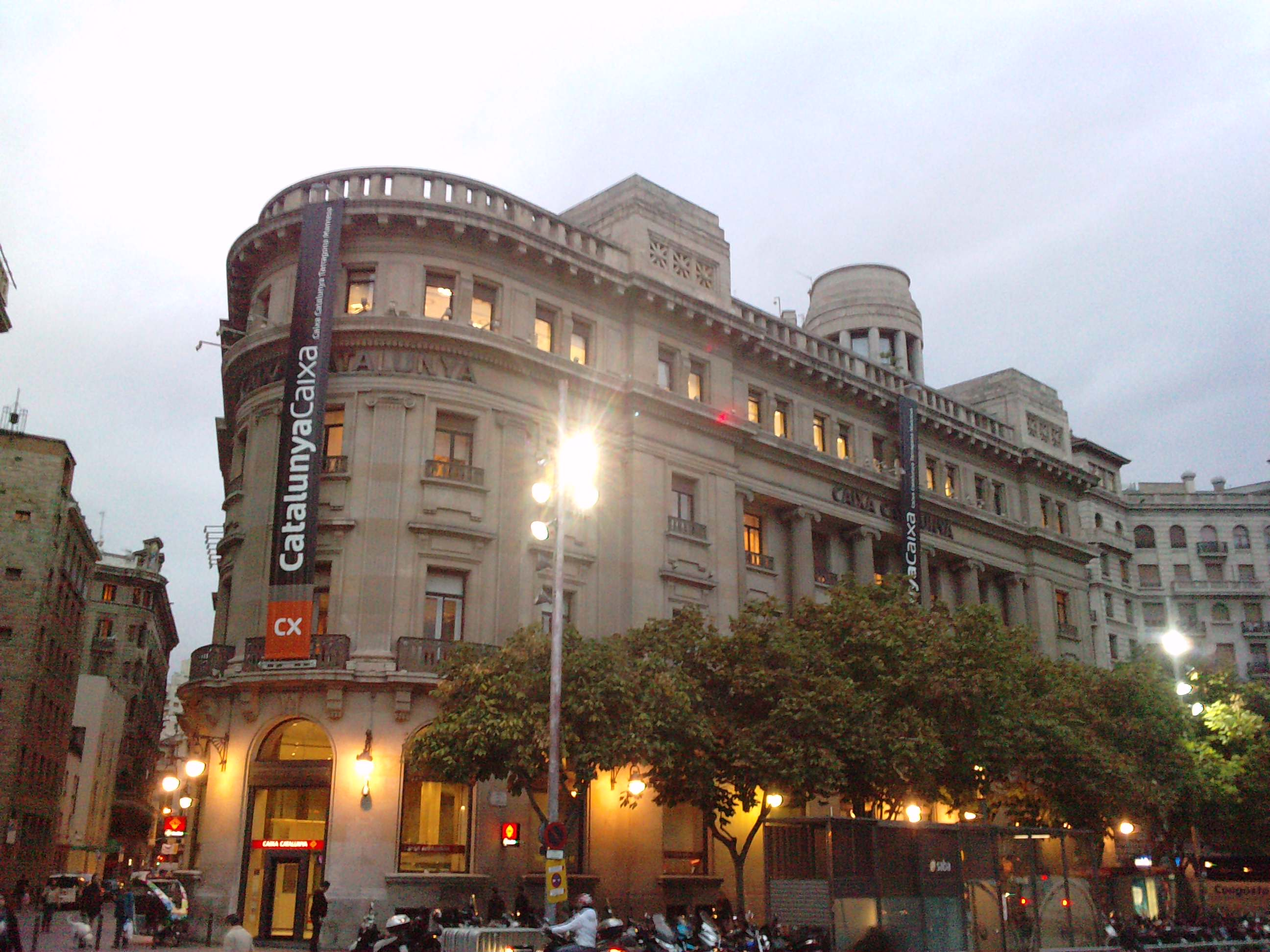
Le bâtiment Caixa Catalunya, à Barcelone.

### Sources et bibliographie
Texte législatif :
- Llei 9/1993, de 30 de setembre, del patrimoni cultural català [Loi 9/1993 du 30 septembre relative au patrimoine culturel catalan] (LPCC)
  - (ca) Version texte : « Llei 9/1993, de 30 de setembre, del patrimoni cultural català », sur dogc.gencat.cat, DOGC, 24 novembre 1993 (consulté le 4 juin 2018).
  - (ca) Version en pdf : « Llei 9/1993, de 30 de setembre, del patrimoni cultural català », sur portaldogc.gencat.cat, DOGC, 11 octobre 1993 (consulté le 4 juin 2018) [PDF].
  - (ca) Version consolidée : « Llei 9/1993, de 30 de setembre, del patrimoni cultural català », sur portaljuridic.gencat.cat, Portal Jurídic de Catalunya, 24 mars 2012 (consulté le 4 juin 2018).
  - (es) Version publiée au BOE en pdf : « Ley 9/1993, de 30 de septiembre, del patrimonio cultural catalan », sur boe.es, BOE, 4 novembre 1993 (consulté le 4 juin 2018) [PDF].
  - (es) Versions de Noticias Jurídicas : « Llei 9/1993, de 30 de setembre, del patrimoni cultural català », sur noticias.juridicas.com, Noticias Jurídicas (Wolters Kluwer España SA) (consulté le 4 juin 2018).